# المؤتمر الوطني الجمهوري 2024

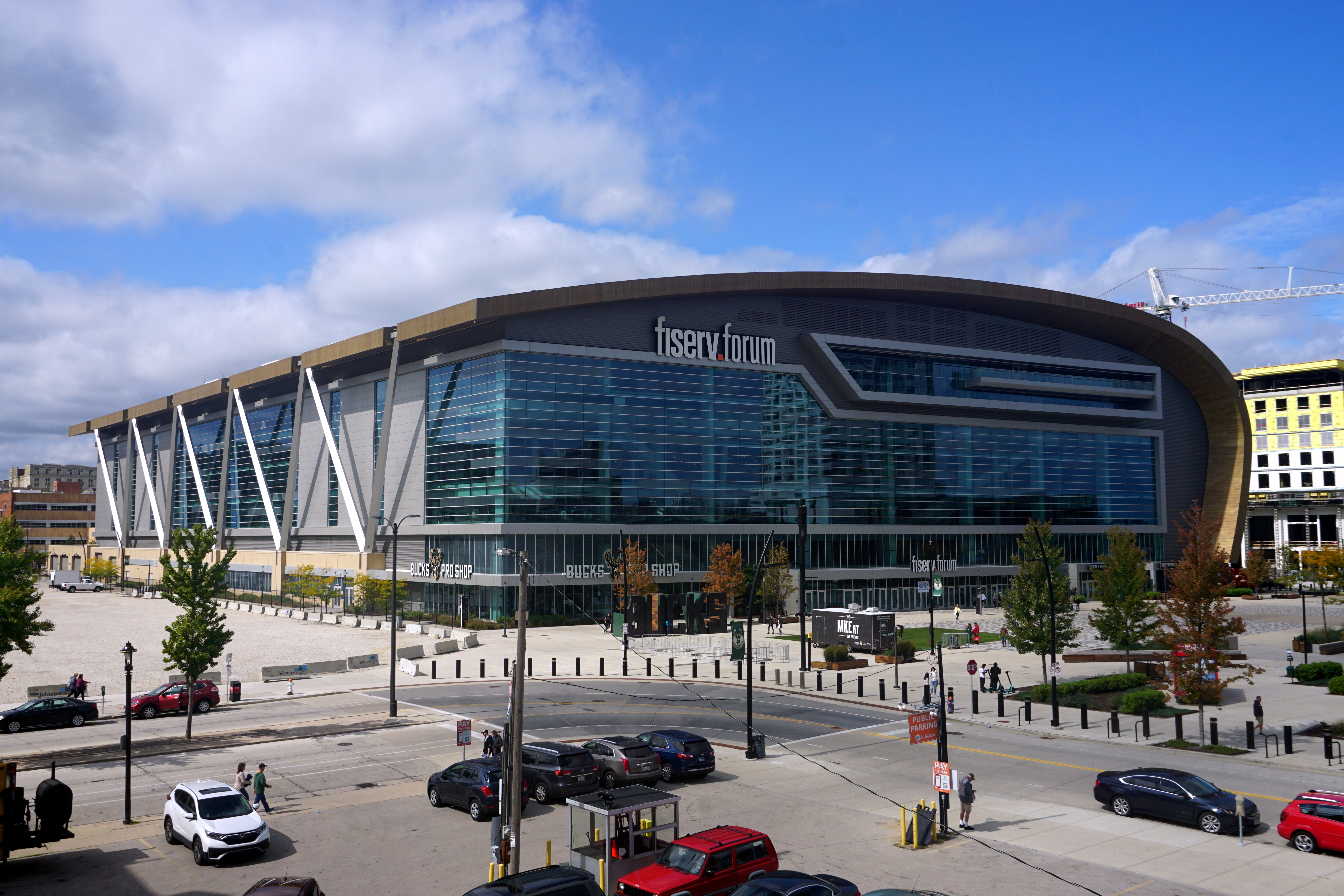
ملعب فيسيرف فوروم في ميلووكي، ويسكنسن، موقع المؤتمر.

كان المؤتمر الوطني الجمهوري لعام 2024 حدثًا تم فيه اختيار مندوبي حزب الجمهوريين في الولايات المتحدة لترشيحات الرئاسة ونائب الرئيس في الإنتخابات الرئاسة الأمريكية لعام 2024. يُعقد هذا المؤتمر في الفترة من 15 إلى 18 يوليو 2024، في ملعب فيسيرف فوروم في ميلووكي، ويسكنسن.
بحسب التقليد، ونظرًا لحيازة الديمقراطيين على البيت الأبيض حاليًا، تم إجراء مؤتمرهم بعد المؤتمر الوطني الجمهوري. المؤتمر الوطني الديمقراطي لعام 2024 عقد في الفترة من 19 إلى 22 أغسطس 2024. دونالد ترامب وكاميلا هاريس نائبة الرئيس الحالي هم المرشحان.

## اختيار الموقع
في 7 يناير 2022، أعلن المتحدث باسم اللجنة الوطنية الجمهورية أن أربع مدن محتملة تتنافس لاختيار إقامة مؤتمر الحزب لعام 2024: ميلووكي، ناشفيل، بيتسبرغ، وسالت ليك سيتي. ميلووكي كانت المدينة المُختارة رسميًا لاستضافة مؤتمر الحزب الديمقراطي الوطني لعام 2020، الذي أقيم بشكل كبير افتراضيًا في أماكن متنوعة، مع تولي ميلووكي دور مركز للإنتاج فقط بسبب جائحة كوفيد-19(كورونا). وتقع كل من ميلووكي وبيتسبرغ في ولايات مفتاحية في الانتخابات الرئاسية الأمريكية (ويسكنسن وبنسلفانيا على التوالي)، التي لعبت كلتاهما دورًا كبيرًا في تحديد الفائز بالكلية الانتخابية في الانتخابات الأخيرة. بينما تعتبر ناشفيل وسالت ليك سيتي عاصمتي ولايتي تينيسي ويوتا، والتي كانتا دولتين جمهوريتين موثوقتين على مدى معظم نصف القرن الماضي (على الرغم من أن العواصم نفسها تُعتبر معاقل ديمقراطية داخل ولاياتها). منذ عام 2008 حتى الانتخابات الرئاسية لعام 2020، كلا من الحزب الديمقراطي والجمهوري قد أقاما مؤتمراتهما فقط في الولايات المتأرجحة. كانت هيوستن قد اتخذت خطوات سابقة نحو التقدم بطلب تنظيم المؤتمر، لكنها قررت عدم ذلك بسبب تعارضها مع أحداث مجدولة أخرى في الأماكن المختارة. وكانت هناك مواقع أخرى أبدت اهتمامها في التقدم لاستضافة المؤتمر، ولكنها في النهاية لم تقدم عطاءات، منها كولومبوس، لاس فيغاس، سان أنطونيو، وولاية جورجيا. وكانت مدينة كانساس سيتي في ولاية ميزوري قد قدمت عرضًا رسميًا، لكنها انسحبت من السباق في نهاية ديسمبر 2021 قبل إعلان المدن المرشحة النهائية.
في 4 فبراير 2022، أعلنت لجنة ترشيح بيتسبرغ أن عرضهم قد تم استبعاده من المراجعة اللاحقة. في أوائل مارس 2022، تم استبعاد سالت ليك سيتي من قبل اللجنة الوطنية الجمهورية، مما ترك ميلووكي وناشفيل كمدينتين نهائيتين مرشحتين لاستضافة المؤتمر.
صوت مجلس ناشفيل ومقاطعة دافيدسون الحضري ضد مشروع اتفاقية الاستضافة، مما أدى بفعالية إلى استسلام مدينة ناشفيل في محاولتها لاستضافة المؤتمر. هذا القرار أثر بشكل كبير على احتمالية نجاح ترشيحها.
في 15 يوليو 2022، صوتت لجنة اختيار الموقع بالإجماع لتوصية ميلووكي بأن تكون موقع المؤتمر بدلاً من ناشفيل. صوتت اللجنة الوطنية الجمهورية لصالح ميلووكي لتكون مضيفة المؤتمر الخاص بالحزب لعام 2024 خلال اجتماعها في أوائل أغسطس 2022 في شيكاغو.
ميلووكي هي أول مدينة تستضيف مؤتمرات الأحزاب الرئيسية في انتخابات متتالية منذ أن استضافت مدينة نيويورك كل من مؤتمري الحزب الديمقراطي في عامي 1976 و1980. ومع ذلك، من المقرر أن يكون مؤتمر عام 2024 أول مؤتمر يستضيفه ميلووكي لترشيح الرئيس بشكل عادي وحضوري، بعد أن تم عقد المؤتمر في عام 2020 بتنسيق "افتراضي".
| المدينة       | الولاية    | حالة العرض                           | المكان                                                                     | المؤتمرات الحزبية الرئيسة السابقة التي استضافتها المدينة             |
| ميلووكي       | وِسْكُنسِن     | رابح                                 | فيسيرف فورم                                                                | المؤتمر الديمقراطي في عام 2020                                       |
| ناشفيل        | تينيسي     | نهائي (استُبعد العرض في أغسطس 2022)   | من المفترض أن يكون في بريدجستون أرينا و/أو ميوزيك سيتي سينتر               | _                                                                    |
| سولت ليك سيتي | يوتا       | نهائي (استُبعد العرض في مارس 2022)    | دلتا سنتر                                                                  | _                                                                    |
| بيتسبرغ       | بنسيلفانيا | نهائي (استُبعد العرض في فبراير 2022)  | من المفترض أن يكون في مركز كونسول للطاقة و/أو مركز ديفيد ل.لورنس للمؤتمرات | _                                                                    |
| كانساس سيتي   | ميزوري     | غير نهائي (سُحب العرض في ديسمبر 2021) | تي موبايل سنتر                                                             | المؤتمر الديمقراطي في عام 1900، والمؤتمر الجمهوري في عامي 1928، 1976 |

أعلنت اللجنة الوطنية الجمهورية في 21 ديسمبر من عام 2022، أن موعد المؤتمر سيكون في الفترة ما بين 15 إلى 18 يوليو من عام 2024.
من المتوقع أن يجذب الحدث 50 ألف زائر إلى ميلووكي. وتشير التقديرات إلى أنه قد يجلب ما يصل إلى 200 مليون دولار من الإيرادات إلى المنطقة.
تعد ميلووكي أصغر المدن الكبرى الأخرى التي استضافت مؤتمرات حزبية رئيسة مؤخرًا من حيث عدد السكان، وتعد كذلك من بين أصغر المدن الكبرى التي استضافت مؤتمرًا حزبيًا رئيسًا.
أُعلن في الحادي عشر من أبريل في عام 2023، عن اختيار شيكاغو لاستضافة المؤتمر الوطني الديمقراطي لعام 2024. تقع ميلووكي وشيكاغو على بعد نحو 90 ميلًا على ساحل بحيرة ميشيغان. وهذا تقارب غير معتاد للغاية بين مدينتين مختلفتين تستضيفان مؤتمرين رئيسين للحزب في العام ذاته. لم يسبق أن كان موقعا مؤتمري الحزبين الرئيسين قريبين جدًا من بعضهما، وكانت المرة الأخيرة التي حدث فيها ذلك، خلال انتخابات الرئاسة الأمريكية في عام 1972، إذ تقاسم مؤتمران مدينة مضيفة واحدة حينها.

### اللجنة المضيفة
يشغل رينس بريبوس منصب رئيس اللجنة المضيفة في ميلووكي لعام 2024. بينما كان ستيفن ب. كينغ الرئيس التنفيذي للجنة المضيفة منذ سبتمبر عام 2022 وحتى مايو عام 2023. أُعلن في مايو من عام 2023، أن رجل الأعمال تيد كيلنر سيحل محل كينغ كرئيسٍ تنفيذي، مع بقاء كينغ عضوًا في اللجنة المضيفة.
تهدف اللجنة المضيفة إلى جمع 65 مليون دولار لتمويل المؤتمر. واشتملت الجهات المانحة على كل من: وينريد وتيرنينغ بوينت أمريكا وجنرال موتورز ورابطة المشروبات الأمريكية.

### لجنة الترتيبات
تعمل لجنة الترتيبات التابعة للمؤتمر مع اللجنة المضيفة نيابة عن اللجنة الوطنية الجمهورية. عُيّنت آن هاثاواي رئيسة للجنة وعُيّن رون كوفمان رئيسًا عامًا في 24 مارس من عام 2023. عُيّنت إليز ديكنز رئيسة تنفيذية في 1 يونيو من عام 2023. وأُعلن في 29 يونيو من عام 2023 عن أعضاء آخرين في اللجنة، بمن فيهم ك.س. كروسبي أمينًا للصندوق، وفيكي دروموند سكرتيرة، وديفيد بوسي رئيسًا مشاركًا. ومن بين الأعضاء الآخرين في اللجنة الذين أُعلن عنهم ماريبات كروغر وبريان شيمينغ وتوم شرايبل.

### الفنادق وأماكن الإقامة الأخرى
يوجد في ميلووكي عدد من الغرف الفندقية أقل مما قد يلزم لمؤتمر ترشيح رئاسي كبير. ونتيجة لهذا، كان من المتوقع في الأصل أن يضم المؤتمر الوطني الديمقراطي لعام 2020، قبل تغيير الخطط بسبب جائحة كوفيد-19، حصة كبيرة من مندوبي المؤتمر في غرف فندقية تقع في إلينوي. ومع ذلك، نظرًا لحقيقة أن المؤتمرات الجمهورية لديها عدد أقل من المندوبين الإجماليين مقارنة بالمؤتمرات الديمقراطية، فقد ورد أن خطط المؤتمر الجمهوري لعام 2024 لا تنطوي على مثل هذه الإقامة البعيدة للمندوبين. وكان من المتوقع في الأصل أن يقيم بعض زوار المؤتمر الديمقراطي لعام 2020 في ماديسون بولاية وِسْكُنسِن. أكد كذلك مكتب زوار ماديسون أنه عندما كانت مدينة ميلووكي تتقدم بعروضٍ، استفسر مسؤولو ميلووكي منهم، عن احتمالية توفُّر فندق ماديسون في وقتٍ قريب من انعقاد المؤتمر.

## الخدمات اللوجستية

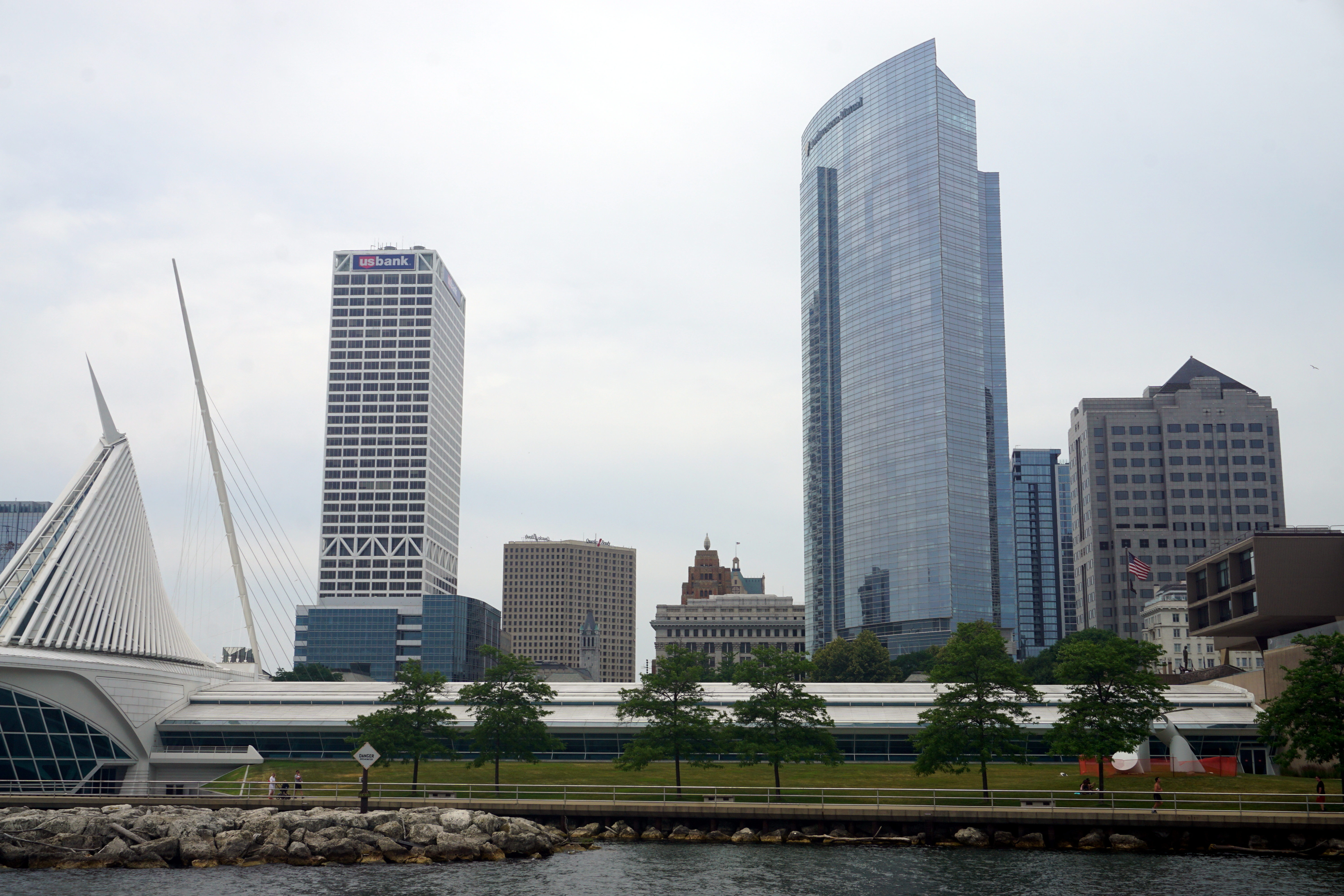
شاطئ البحيرة وسط مدينة ميلووكي في أغسطس 2022

في 21 ديسمبر 2022، أعلنت اللجنة الوطنية الجمهورية أن تواريخ المؤتمر ستكون من 15 إلى 18 يوليو 2024.
من المتوقع أن يجذب الحدث حوالي 50,000 زائر إلى ميلووكي. تقديرات تشير إلى أنه قد يساهم بما يصل إلى 200 مليون دولار كإيرادات في المنطقة، نتيجة للنشاط الاقتصادي الذي سيحدثه هذا الحدث.
من حيث عدد السكان، ميلووكي هي واحدة من أصغر المناطق الحضرية التي استضافت مؤتمرات الأحزاب الكبرى في السنوات الأخيرة.
في 11 أبريل 2023، تم الإعلان عن اختيار شيكاغو لاستضافة مؤتمر الحزب الديمقراطي الوطني لعام 2024. تقع مدينتا ميلووكي وشيكاغو على بعد حوالي 90 ميلاً على ساحل بحيرة ميشيغان. هذه القرب الشديد بين مدينتين مختلفتين تستضيفان مؤتمرات أحزاب كبرى في نفس العام هو أمر غير مألوف للغاية، ولم يحدث منذ عام 1972 عندما شاركتا آخر مرة في استضافة مؤتمرات الحزبين الكبريين في موقع واحد.
في ميزانية الدولة المقترحة لعام 2024، قام حاكم ولاية ويسكنسن توني إيفرز بتضمين بند يتضمن تمديد ساعات عمل الحانات في جنوب شرق ولاية ويسكنسن حتى الساعة 4:00 صباحًا خلال المؤتمر. تنص القوانين الولاية في ويسكنسن على أن يُغلق الحانات في الأيام الأسبوعية الساعة 2:00 صباحًا وفي عطلات نهاية الأسبوع الساعة 2:30 صباحًا. في يونيو 2023، أقر مجلس ولاية ويسكنسن مشروع قانون لتحقيق هذا التمديد لساعات العمل للحانات خلال المؤتمر. يتعين على مجلس الشيوخ في ولاية ويسكنسن إقرار المشروع قبل أن يمكن للحاكم توقيعه.
في يوليو 2023، وأثناء توقيعه لميزانية الدولة والتي أصبحت قانونًا، استخدم الحاكم إيفرز سلطته في الفيتو للتقليل من تمويل الدولة للمؤتمر من 10 مليون دولار إلى مليون دولار واحد.

### الحمايه و إجراءات السلامه
سيكون المؤتمر حدثًا أمنيًا خاصًا وطنيًا. باستثناء المؤتمرات المخفضة في عام 2020، كل انتخابات رئاسية منذ عام 2004 شهدت تخصيص منح بقيمة 50 مليون دولار لكل مدينة تستضيف المؤتمر لتغطية تكاليف الأمن. في بداية عام 2023، قام ثمانية أعضاء من ولاية ويسكنسن في مجلس النواب الأمريكي بكتابة رسالة إلى لجنة التخصيصات التابعة للجنة التجارة والعدل والعلوم، حيث حثوا على زيادة المبلغ المخصص لتغطية تكاليف الأمن في كل مؤتمر إلى 75 مليون دولار استعدادًا لانتخابات عام 2024.
في أبريل 2023، أعرب عمدة ميلووكي، كافالير جونسون، عن اعتقاده بأن النظريات التي يجب أن توجه خطط الأمن لمؤتمر الحزب الجمهوري الوطني لعام 2024 يجب أن تشمل الخطط الأمنية الأصلية التي وضعت لمؤتمر الحزب الديمقراطي الوطني في عام 2020 في المدينة بحجمه الكامل، وأيضًا استشارات من جهاز الخدمة السرية الأمريكي. وأشار إلى أن خطط الأمن يجب أن تعكس الوضع السياسي الراهن، مع الإشارة إلى هجوم السادس من يناير 2021 على الكابيتول الأمريكي.
حتى أبريل 2023، تقدر أن تتطلب الأمنية للجنة الوطنية الجمهورية استخدام 4,500 ضابط شرطة من وكالات خارج إدارة شرطة ميلووكي. هذا العدد أكبر بمقدار 1,500 ضابط عن العدد الذي كان متوقعًا أصلا في خطط مؤتمر الحزب الديمقراطي الوطني بحجمه الكامل في عام 2020 في المدينة.
استجابةً لطلب من رئيس شرطة ميلووكي، جيفري نورمان، وفي مايو 2023، وافقت لجنة ميلووكي للإطفاء والشرطة على تعليق سياسة المدينة التي تنص على إصدار لقطات الكاميرات الجسمية خلال فترة من 12 يوليو إلى 26 يوليو 2024. تمت الموافقة على هذا بتصويت بنسبة 6-3 في جلسة مغلقة لجنة ميلووكي للإطفاء والشرطة بدون تعليق عام. تلقت هذه الخطوة انتقادات من نشطاء المجتمع. نشرت الاتحاد الأمريكي للحريات المدنية في ولاية ويسكنسن رأيًا يعارض تعليق هذه السياسة.
بعد محاولة اغتيال دونالد ترامب ، أُعلن أن المعايير الأمنية ستتوسع لإنشاء مناطق عازلة حول الحدث.

## الترشيح والاقتراع

### عدد المندوبين قبل المؤتمر
يعكس الجدول أدناه عدد المندوبين المفترض وفقًا للانتخابات التمهيدية الرئاسية للحزب الجمهوري لعام 2024 .
اعتبارًا من يوليو 2024، سيكون العدد الإجمالي التالي للمندوبين المقيدين عرضة للتغيير. بالإضافة إلى هؤلاء، هناك أيضًا 104 مندوبًا غير مقيدين وغير ملزمين بنتائج الانتخابات التمهيدية أو المؤتمرات الحزبية في الولاية.
| مُرَشَّح                           | مندوبون مقيدون |
| ------------------------------ | -------------- |
| دونالد ترمب                    | 2,265          |
| نيكي هالي                      | 97             |
| رون ديسانتيس                   | 9              |
| فيفيك راماسوامي                | 3              |
| إجمالي أصوات المندوبين المقيدة | 2,374          |

## أنظر أيضا
- الانتخابات الرئاسية الأمريكية 2024
- الانتخابات التمهيدية الرئاسية للحزب الجمهوري لعام 2024
- محاولة اغتيال دونالد ترامب

## روابط خارجية
الموقع الرسمي: المؤتمر الوطني الجمهوري